# Geococcus coffeae
Geococcus coffeae är en mjölbagge som beskrevs 1933 av Edward Ernest Green. Arten ingår i släktet Geococcus och familjen ullsköldlöss. Inga underarter finns listade i Catalogue of Life. Den lever under marken och fäster vid olika växters rötter som gräs, kaffe, mango, palmer, citrusfrukter, cypresser, ananas och Syngonium och lever av dess sav. 